# راوی کومار
راوی کومار (به انگلیسی: Ravi Kumar؛ زادهٔ ۱۲ دسامبر ۱۹۹۷) یک ورزشکار کشتی اهل هند است که در وزن ۵۷ ک‌گ کشتی آزاد فعالیت دارد. او برندهٔ مدال نقره المپیک ۲۰۲۰ توکیو و همچنین سه بار قهرمان کشتی آسیا در سال‌های ۲۰۲۰ و ۲۰۲۱و ۲۰۲۲ شده‌است.

## فعالیت حرفه‌ای

### مسابقات قهرمانی کشتی جهان ۲۰۱۹
کومار در وزن ۵۷ کیلوگرم کشتی آزاد مسابقات قهرمانی کشتی جهان ۲۰۱۹ نورسلطان حاضر بود که در مسابقه های اول تا سوم کیم سونگ-گوان از کره جنوبی، آرسن هاروتیونیان از ارمنستان و یوکی تاکاهاشی از ژاپن را شکست داد اما در نیمه نهایی به زائور اوگویف از روسیه باخت و به دیدار رده‌بندی رفت. وی در دیدار رده‌بندی رضا اطری از ایران را شکست داد و مدال برنز وزن ۵۷ کیلوگرم را بدست آورد.

### المپیک ۲۰۲۰ توکیو
کومار در وزن ۵۷ کیلوگرم کشتی آزاد المپیک ۲۰۲۰ توکیو حاضر بود که اسکار تیگرروس از کلمبیا، گئورگی وانگلوف از بلغارستان و نوری‌سلام سانایف از قزاقستان را شکست داد و به فینال رسید. وی در دیدار نهایی به زائور اوگویف از روسیه باخت و به مدال نقره وزن ۵۷ کیلوگرم رسید.